# Poa mucuchachensis
Poa mucuchachensis är en gräsart som beskrevs av Luces. Poa mucuchachensis ingår i släktet gröen, och familjen gräs. Inga underarter finns listade i Catalogue of Life.